# Satijnvlakjesmot
De satijnvlakjesmot (Catoptria lythargyrella) is een vlinder uit de familie grasmotten (Crambidae). De spanwijdte van de vlinder bedraagt tussen de 24 en 34 millimeter.

## Waardplanten
De satijnvlakjesmot heeft mossen als waardplanten, maar ook raaigras en beemdgras.

## Voorkomen in Nederland en België
De satijnvlakjesmot is in Nederland een schaarse, maar behoorlijk verbreide, en in België een zeer zeldzame soort. De soort kent één generatie die vliegt van juli tot september.